# Oonopoides
Oonopoides – rodzaj pająków z rodziny Oonopidae i podrodziny Oonopinae.

## Opis
Samce osiągają od 1,3 do 2 mm, a samice od 1,3 do 2,7 mm długości ciała. Ubarwienie ciała jest żółte z wyjątkiem białych niezesklerotyzowanych części opistosomy (odwłoka). W widoku od góry karapaks ma kształt wydłużonego sześciokąta o przedzie w ½–¾ tak szerokim jak w najszerszym miejscu, zaś w widoku z boku jego część głowowa jest nieco wyniesiona. Brak na krapaksie jamek, wgłębień, promienistych rzędów nakłuć czy pierzastych szczecin. Lekko zesklerotyzowane wyrostki trójkątnego kształtu leżą w jego kątach przednio-bocznych. Występuje sześcioro dobrze rozwiniętych oczu, z których te pary środkowo-bocznej są największe. Kształt oczu tylno-środkowej pary jest kwadratowy, pozostałych zaś owalny. Oczy tylno-bocznej pary leżą w widoku od góry za oczami pary tylno-środkowej, a w widoku od przodu na tym samym poziomie lub poniżej nich. Odległości oczu środkowo-bocznych od krawędzi karapaksu jak i od oczy tylno-bocznych są mniejsze od ich promienia. Brzeg nadustka jest lekko obrzeżony. Proste, niezmodyfikowane, pozbawione ząbków szczękoczułki mają również bezzębne, skierowane dośrodkowo pazury jadowe. Trójkątna warga dolna ma na przedniej krawędzi co najmniej sześć szczecinek i wcięcie pośrodku, a bokami zlewa się z dłuższym niż szerokim sternum, które z kolei ma gładką powierzchnię, z rzadka porośniętą igłowatymi szczecinkami. Odnóża mają kolce na goleniach, nadstopiach dwóch tylnych par, a niekiedy także na udach dwóch tylnych par. Organy tarsalne dwóch przednich par odnóży mają po trzy, a dwóch tylnych par odnóży po dwa wyniesione receptory. Walcowata, z tyłu zaokrąglona opistosoma pozbawiona jest skutum grzbietowego, kądziołkowego i nadodbytowego, natomiast ma na spodzie skutum epigastryczne, a u samic i części samców także skutum postepigastryczne. Skutum epigastryczne nie otacza łącznika, a postepigastryczne jest krótkie i niezlane z poprzednim. Stożeczek zastąpiony jest parą szczecinek. Kądziołki przędne pary przednio-bocznej i tylno-bocznej są dwuczłonowe, zaś tylno-środkowej jednoczłonowe.
Nogogłaszczki samca mają niezmodyfikowane krętarze, uda i rzepki oraz jajowate w widoku grzbietowym cymbium całkowicie zespolone z dłuższym od niego, przysadzistym i wyraźnie pośrodku przewężonym bulbusem. Embolus osadzony jest na bulbusie przedkońcowo i towarzyszy mu przezroczysty, zaopatrzony w liczne, drobne wypustki konduktor. Narządy rozrodcze samicy cechuje wyraźny, osadzony na szypułce przedni zbiornik nasienny oraz wyraźnie przestrzennie rozbudowany, zazwyczaj obejmujący duże przewody tylny zbiornik nasienny.

## Występowanie
Takson o rozsiedleniu wokółkaraibskim. Rozprzestrzeniony jest od południa Stanów Zjednoczonych na północy przez Meksyk, Karaiby i Amerykę Centralną po Wenezuelę. Najliczniej reprezentowany jest na Kubie i w Meksyku.

## Taksonomia
Rodzaj i gatunek typowy opisane zostały w 1940 roku przez Elizabeth Bangs Bryant. Dotychczas opisano 23 gatunków:
- Oonopoides anoxus (Chickering, 1970)
- Oonopoides bolivari Dumitrescu & Georgescu, 1987
- Oonopoides cartago Platnick & Berniker, 2013
- Oonopoides catemaco Platnick & Berniker, 2013
- Oonopoides cavernicola Dumitrescu & Georgescu, 1983
- Oonopoides chicanna Platnick & Berniker, 2013
- Oonopoides cristo Platnick & Berniker, 2013
- Oonopoides endicus (Chickering, 1971)
- Oonopoides habanensis Dumitrescu & Georgescu, 1983
- Oonopoides hondo Platnick & Berniker, 2013
- Oonopoides humboldti Dumitrescu & Georgescu, 1983
- Oonopoides iviei Platnick & Berniker, 2013
- Oonopoides kaplanae Platnick & Berniker, 2013
- Oonopoides maxillaris Bryant, 1940
- Oonopoides mitchelli (Gertsch, 1977)
- Oonopoides orghidani Dumitrescu & Georgescu, 1983
- Oonopoides pallidulus (Chickering, 1951)
- Oonopoides pilosus Dumitrescu & Georgescu, 1983
- Oonopoides secretus (Gertsch, 1936)
- Oonopoides singularis Dumitrescu & Georgescu, 1983
- Oonopoides upala Platnick & Berniker, 2013
- Oonopoides zullinii Brignoli, 1974